# Distretto di Ciudad Nueva
Il distretto di Ciudad Nueva è un distretto del Perù, facente parte della provincia di Tacna, nella regione di Tacna.